# Instituto Brasileiro de Siderurgia
Instituto Brasileiro de Siderurgia é uma organização sem fins lucrativos fundada em 31 de maio de 1963 cujo objetivo é congregar e representar as empresas siderúrgicas brasileiras, defendendo seus interesses e promovendo seu desenvolvimento.

## Associados
- Gerdau
- Aços Villares
- Arcelor Brasil
- Cosipa
- Acesita
- Usiminas
- V&M do Brasil
- CSN
- CST